# Xanthorhoe panassa
Xanthorhoe panassa är en fjärilsart som beskrevs av Druce 1893. Xanthorhoe panassa ingår i släktet Xanthorhoe och familjen mätare. Inga underarter finns listade i Catalogue of Life.